# Владимир Талески
Владимир Талески (на македонска литературна норма: Владимир Талески) е актьор, режисьор и политик от Северна Македония, кмет на Битоля.

## Биография
Талески е роден в 1959 година в Кичево, тогава във Федеративна народна република Югославия. В 1977 година завършва психология във Философския факултет на Скопския университет, а в 1983 година завършва и актьорско майсторство във Факултета за драматични изкуства. В 2000 година специализира театрална режисура в Националната академия за театрално и филмово изкуство в София. Дълги години посвещава на театралното поприще в Народния театър Битоля. От 2005 година е градоначалник на Битоля и общината. Печели кметски избори също през 2009 и 2013 г.